# Andreas Wisniewski
Andreas Wisniewski (1959) is een Duitse acteur en voormalig danser.
Hij is het bekendst van zijn rol als Necros in de James Bond-film The Living Daylights, als kameraad van Max in Mission: Impossible, als The Fog's Contact in Mission: Impossible - Ghost Protocol, en als Tony (een van Hans Grubers handlangers) in Die Hard.

## Biografie
Na zijn opleiding in West-Berlijn, Londen, Kopenhagen en Parijs werkte de 1,92 meter lange Wisniewski aanvankelijk als balletdanser in West-Berlijn en München, voordat hij zich op het acteren ging toeleggen. Hij had al een kleine rol als grenswachter in de videoclip voor Nikita (1985) van Elton John. Zijn filmdebuut maakte hij in 1986 in de Britse horrorthriller Gothic van Ken Russell. Wisniewski's bekendste rol was in 1987 in de James Bond-film The Living Daylights, waarin hij de moordenaar Necros speelde. Een jaar later speelde hij een soortgelijke rol in John McTiernans actieklassieker Die Hard, waarin hij een van de handlangers van crimineel Hans Gruber (Alan Rickman) speelde.
In 2001 regisseerde Wisniewski de korte film Willows.
Wisniewski werkte daarna steeds meer in Duitsland en verscheen in episodische rollen in onder andere de televisieseries Ein starkes Team, Die Wache, Balko, SOKO 5113 en Alarm für Cobra 11. In 2008 was Wisniewski te zien als griezelige ontvoerder in de Britse productie Hush. In 2011 verscheen hij in Mission: Impossible - Phantom Protocol in een kleine bijrol. Tot nu toe heeft hij in meer dan 40 film- en televisieproducties gespeeld.

## Filmografie
- 1986: Gothic
- 1987: The Living Daylights
- 1988: Die Hard
- 1989: Superboy (televisieserie, 1 aflevering)
- 1992: Northern Exposure (televisieserie, 1 aflevering)
- 1992: Mann & Machine (televisieserie, 1 aflevering)
- 1993: The Hit List
- 1994: Between the Lines (televisieserie, 2 afleveringen)
- 1995: Death Machine
- 1996: Ein starkes Team (televisieserie, 1 aflevering)
- 1996: Mission: Impossible
- 1996: Surviving Picasso
- 1996: Gegen den Wind (televisieserie, 1 aflevering)
- 1997: Supply & Demand (televisiefilm)
- 1997: Der Fahnder (televisieserie, 1 aflevering)
- 1998: Die Wache (televisieserie, 1 aflevering)
- 1998: Kidnapping Mom & Dad (televisiefilm)
- 1998: Balko (televisieserie, 1 aflevering)
- 1998: The Tribe
- 1998: Urban Ghost Story
- 1998: Alarm für Cobra 11 – Die Autobahnpolizei (televisieserie, 1 aflevering)
- 1998: Helden und andere Feiglinge
- 1999: The Waiting Time (televisiefilm)
- 1999, 2002: Küstenwache (televisieserie, 2 afleveringen)
- 2000: Im Namen des Gesetzes (televisieserie, 1 aflevering)
- 2000: Lock, Stock… (televisieserie, 1 aflevering)
- 2000: Die Motorrad-Cops – Hart am Limit (televisieserie, 1 aflevering)
- 2001: Willows (korte film, regie)
- 2002: Unser Charly (televisieserie, 1 aflevering)
- 2002: Ultimate Force (televisieserie, 1 aflevering)
- 2003: SOKO München (televisieserie, 1 aflevering)
- 2008: The Bill (televisieserie, 2 afleveringen)
- 2008: Hush
- 2008: Scorpion King 2: Rise of a Warrior
- 2010: Centurion
- 2011: Urban Explorer
- 2011: Mission: Impossible – Ghost Protocol
- 2013: Bela Kiss: Prologue (spreekrol)
- 2017: Instrument of War